# San Joaquín (Querétaro)
San Joaquín, es una población y cabecera municipal del municipio de San Joaquín, está ubicada al oriente del estado de Querétaro, en México. Es una localidad forestal y fue minera y se ubica dentro de la reserva de la biosfera de Sierra Gorda. Fue denominado Pueblo Mágico por el gobierno federal. 

## Toponimia
El nombre de la población es en castellano y hace referencia a San Joaquín.

## Historia
Es una localidad fundada sobre lo que era el territorio de los otomíes, surge a partir de la prolongación de las minas de Zimapán. Es reconocido por ser pueblo mágico.

## Geografía

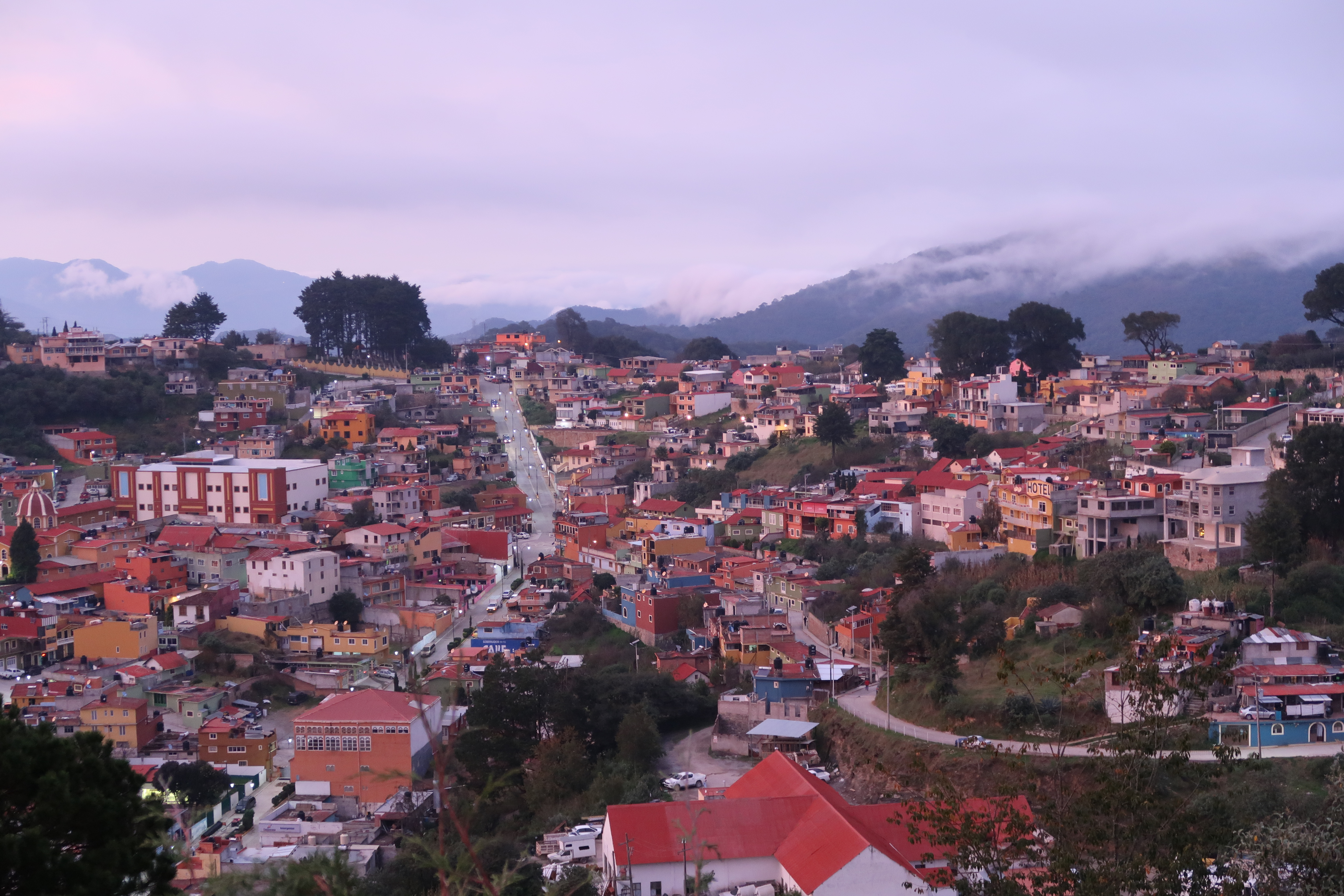

El pueblo de San Joaquín, es la cabecera municipal y la localidad más urbanizada del municipio. El pueblo está dividido en barrios.

### Clima
San Joaquín es una localidad que se ubica en la Sierra Gorda, el clima del pueblo es húmedo; se encuentra al oriente del estado de Querétaro, la localidad de San Joaquín, la parte más alta y húmeda del municipio, dentro del límite natural con la La Huasteca. En los terrenos más bajos son de clima semiárido, hacia el valle de San José del Llano. La cabecera municipal cuenta con clima frío, propio de la alta montaña, pero con tierras fértiles, lo cual se debe a los escurrimientos de agua hacia el Río Moctezuma.
| Parámetros climáticos promedio de San Joaquín | Parámetros climáticos promedio de San Joaquín | Parámetros climáticos promedio de San Joaquín | Parámetros climáticos promedio de San Joaquín | Parámetros climáticos promedio de San Joaquín | Parámetros climáticos promedio de San Joaquín | Parámetros climáticos promedio de San Joaquín | Parámetros climáticos promedio de San Joaquín | Parámetros climáticos promedio de San Joaquín | Parámetros climáticos promedio de San Joaquín | Parámetros climáticos promedio de San Joaquín | Parámetros climáticos promedio de San Joaquín | Parámetros climáticos promedio de San Joaquín | Parámetros climáticos promedio de San Joaquín |
| Mes                                           | Ene.                                          | Feb.                                          | Mar.                                          | Abr.                                          | May.                                          | Jun.                                          | Jul.                                          | Ago.                                          | Sep.                                          | Oct.                                          | Nov.                                          | Dic.                                          | Anual                                         |
| --------------------------------------------- | --------------------------------------------- | --------------------------------------------- | --------------------------------------------- | --------------------------------------------- | --------------------------------------------- | --------------------------------------------- | --------------------------------------------- | --------------------------------------------- | --------------------------------------------- | --------------------------------------------- | --------------------------------------------- | --------------------------------------------- | --------------------------------------------- |
| Temp. máx. media (°C)                         | 18                                            | 20                                            | 22                                            | 24                                            | 24                                            | 22                                            | 21                                            | 21                                            | 20                                            | 19                                            | 19                                            | 18                                            | 20                                            |
| Temp. mín. media (°C)                         | 2                                             | 4                                             | 6                                             | 9                                             | 11                                            | 11                                            | 12                                            | 11                                            | 11                                            | 8                                             | 5                                             | 3                                             | 6                                             |
| Precipitación total (mm)                      | 10                                            | 10                                            | 12                                            | 21                                            | 42                                            | 100                                           | 108                                           | 98                                            | 120                                           | 60                                            | 19                                            | 8                                             | 750                                           |
| Fuente: 2024                                  |                                               |                                               |                                               |                                               |                                               |                                               |                                               |                                               |                                               |                                               |                                               |                                               |                                               |

## Economía

### Minería
El pueblo de San Joaquín es una de las localidades del oriente del estado de Querétaro, enclavado en la Sierra Gorda. Surgió como un pueblo minero de plata y oro, pero aún conserva un ese rubro, no solo se extrae plata y oro, también mármol y mercurio, su principal producción es el mercurio.

### Turismo
Debido a la lejanía de grandes ciudades, a su topografía y a belleza natural, el pueblo de San Joaquín fue declarado Pueblo Mágico, es una localidad minera con costumbres rurales, donde se conserva las tradiciones y costumbres huastecas de la Sierra. El paisaje de bosques húmedos y altas montañas le ha dado un atractivo a los turistas nacionales y extranjeros que se internan a la Sierra Gorda de Querétaro.

#### Galería

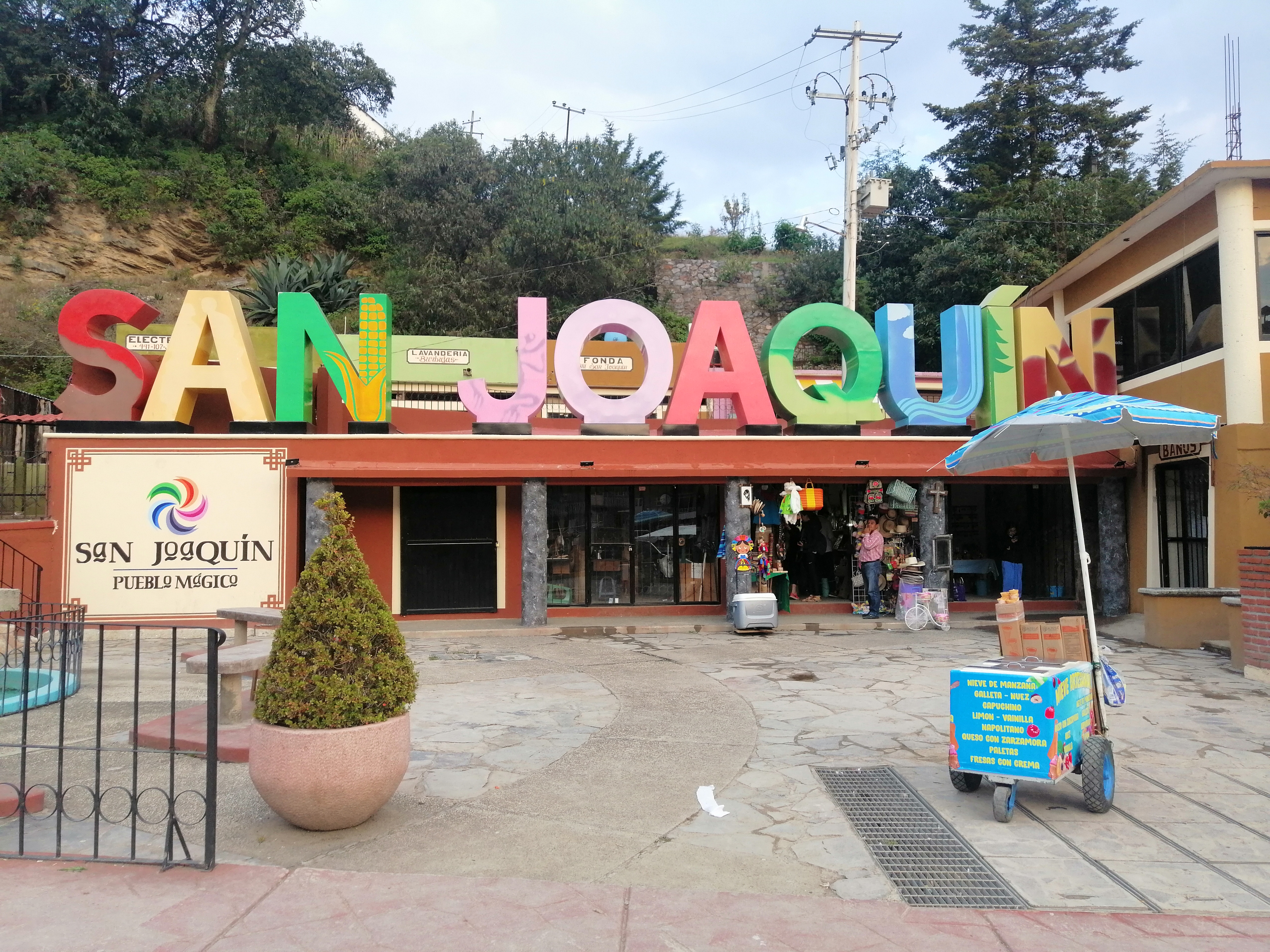

## Cultura

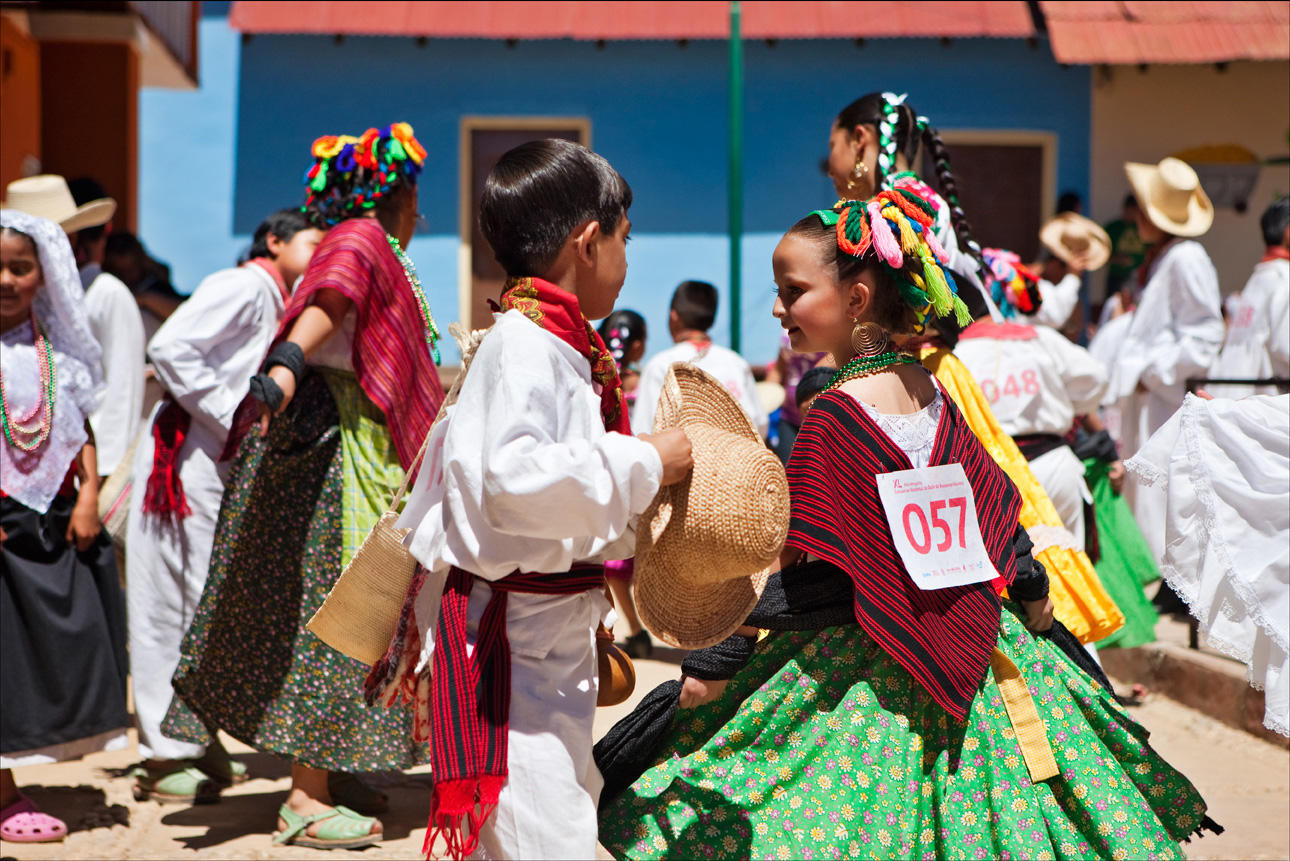
Concurso Nacional de Huapango

En San Joaquín, se celebra en el mes de abril el concurso Nacional de Huapango desde el año 1970, en las categorías juvenil, infantil y adultos. Es un evento cultural que promueve los valores del folklore de manera histórica, donde la música viva de los tríos representa la parte tradicional de la música de la región y donde a la par se puede practicar el ecoturismo en zonas especialmente dedicadas en el municipio de San Joaquín.